# زراعة حرجية

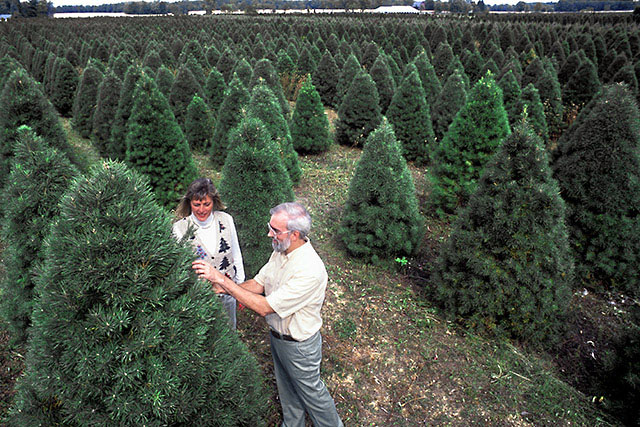
شجرة أعياد الميلاد

الزراعة الحرجية هي زراعة أنواع خاصة من المحاصيل ذات قيمة عالية أسفل ظلة الغابات التي يتم تعديلها أو الإبقاء عليها بغرض توفير مستويات من الظل وبيئة طبيعية لنمو المحاصيل وزيادة مستويات الإنتاج. وتشتمل الزراعة الحرجية مجموعة من النظم الزراعة بداية من زراعة النباتات في منطقة أشجار الطبقة السفلى لمنصة الأشجار وصولاً إلى تعديل منصة الأشجار الحرجية لتعزيز القدرة التسويقية والإنتاج المستدام للنباتات القائمة.
الزراعة الحرجية هي نوع من ممارسات الزراعة الحراجية التي تتميز بأربعة خصائص، فهي محددة الغرض ومتكاملة ومكثفة وذات شكل تفاعلي. والحراجة الزراعية هي نوع من إدارة الأراضي يجمع بين الأشجار والمحاصيل الزراعية أو الماشية، أو كليهما، على قطعة الأرض ذاتها. ويركز على زيادة الفائدة لصاحب الأرض وكذلك الحفاظ على سلامة الغابات والصحة البيئية. وتشمل هذه الممارسات زراعة منتجات حرجية غير خشبية أو محاصيل متخصصة، بعضها ذو قيمة سوقية عاليةـ مثل نبات الجينسنغ أو فطر الشيتاكي.
تشمل منتجات حرجية غير خشبية النباتات وأجزاء النباتات والفطريات وغيرها من المواد البيولوجية التي يتم حصادها من داخل غابات طبيعية أو مستغلة أو ذات وضع سئ وأيضا عند أطرافها. ومن أمثلة تلك المحاصيل نجد نبات الجينسنغ والفطر الشيتاكي ونباتات السرخس الزخرفية وقش الصنوبر. وتندرج المنتجات عادةً تحت الفئات التالية: فهي منتجات صالحة للأكل أو نباتات طبية أومكملات غذائية أو زهور ونباتات الزينة أو منتجات متخصصة قائمة على الأخشاب.